# Marie-Pierre Vedrenne
Pour les articles homonymes, voir Vedrenne.
Marie-Pierre Vedrenne, née le 13 décembre 1982 à Limoges, est une femme politique française. Membre du MoDem, elle est élue députée européenne en 2019. Elle est co-présidente de la délégation Renaissance au Parlement européen depuis octobre 2021.

## Situation personnelle

### Origines et formation
Originaire de Limoges, Marie-Pierre Vedrenne étudie le droit public dans son Limousin natal avant de s'installer en Bretagne, où elle obtient un master 2 de juriste en droit de l'Union européenne et de l'Organisation mondiale du commerce à la faculté de droit et de science politique de l'université de Rennes 1,.

### Carrière professionnelle
Elle commence sa carrière chez Iberdrola Renovables, dans le développement de projet, et poursuit son parcours à la chambre de commerce et international. Elle est ensuite chargée de mission à la maison de l'Europe de Rennes avant d'en assurer la direction, de 2016 à 2019. En parallèle, elle enseigne, dans différentes écoles de commerce et à l'Institut de gestion de Rennes, des cours sur les thématiques européennes ou le droit de la concurrence[réf. nécessaire].

## Parcours politique

### Débuts
Marie-Pierre Vedrenne est candidate aux élections régionales de 2010 sur la liste du Mouvement démocrate (MoDem), sans toutefois être adhérente au parti. Elle figure en quatrième place sur la liste d'Ille-et-Vilaine conduite par Grégoire Le Blond, qui réunit 5,34 % des voix.
Investie aux élections législatives de 2017 dans la sixième circonscription d'Ille-et-Vilaine, avec comme suppléant Christophe Hardy, sous l'étiquette MoDem-La République en Marche, elle retire sa candidature au profit de Nolwenn Vahé, qui est battue au second tour.

### Députée européenne
Lors des élections européennes de 2019, elle est en troisième position sur la liste conduite par Nathalie Loiseau, la liste « Renaissance », qui regroupe LREM, le MoDem, le Mouvement radical et Agir. Élue députée européenne, elle est élue vice-présidente de la commission du commerce international,; membre de la commission de l'emploi et des affaires sociales, membre suppléante de la commission des pétitions et vice-présidente de la délégation ACP-UE.
Tête de liste Nous la Bretagne conduite par Thierry Burlot en Ille-et-Vilaine pour les élections régionales 2021 en Bretagne, elle est élue conseillère régionale. Elle siège alors dans la commission chargée de l'économie.
Elle est troisième sur la liste Besoin d'Europe aux élections européennes de 2024 et est réélue au Parlement européen.
Elle est vice-présidente de la commission du commerce international du Parlement européen. Et aussi vice-présidente de la délégation à l'Assemblée parlementaire paritaire OEACP-UE et de la délégation à l'Assemblée parlementaire Caraïbes-UE.
Son projet politique pour l'Union européenne est de permettre un libre échange au sein des États tout en régulant pour une coercition économique vis-à-vis de la concurrence.

## Autres engagements
Elle préside la section locale de l'association Les Jeunes Européens à Rennes en 2007. Elle est ensuite vice-présidente nationale de l'association.
Depuis le 19 septembre 2020, Marie-Pierre Vedrenne est la coordinatrice régionale du Mouvement démocrate Bretagne.
Vivant en Bretagne, elle est membre du mouvement Breizh Lab de Jean-Yves Le Drian. Elle est membre du conseil d'administration des progressistes bretons.